# Ніколенко Павло Семенович
Ніко́ленко Павло́ Семе́нович (нар. 27 червня 1931, Велика Корениха, Миколаївська обл. — пом. 5 лютого 1993, Миколаїв, Миколаївська область) — радянський та український лікар вищої категорії, головний хірург Миколаївського обласного відділу охорони здоров'я.

## Біографія
Народився 27 червня 1931 року в селі Велика Корениха (нині Заводський район міста Миколаєва).
1949–1953 рр. — навчався в фельдшеро-акушерській школі м. Миколаєва. Міністерство охорони здоров'я СРСР іспит за 4-й курс і державні іспити за фельдшеро-акушерську школу у порядку винятку дозволило скласти екстерном.
02.1951 — 07.1952 рр. — проходив службу в Радянській Армії на посаді санінструктора, 07.1952 — 04.1953 рр. — на посаді фельдшера (м. Севастополь).
22.07.1953 — 15.09.1953 рр. — перебував на посаді завідувача фельдшерського пункту р/г «Кірова» (Миколаївський район Миколаївської області).
01.12.1953 — 27.08.1954 рр. — фельдшер здравпункту заводу ім. 61 Комунара (м. Миколаїв).
1954–1960 рр. — навчався у Вінницькому державному медичному інституті. Отримав диплом з відзнакою.
25.07.1960 — 21.03.1977 рр. — працював у Баштанській районній лікарні на посадах заступника головного лікаря, завідувача хірургічного відділення.
22.03.1977 — 05.02.1993 рр. — працював у Миколаївському обласному відділі охорони здоров'я на посаді головного хірурга.
Обирався делегатом з'їздів хірургів СРСР: XXVIII (Москва, 1965), XXIX (Київ, 1974), XXX (Мінськ, 1981), XXXI (Ташкент, 1986); брав участь у роботі з'їздів хірургів Української РСР: XIII (Львів, 1976), XIV (Донецьк, 1980), XV (Сімферополь, 1984), XVI (Одеса, 1988), IV з'їзду анестезіологів Української РСР (Одеса, 1989).
Член Всесоюзного товариства винахідників і раціоналізаторів з 1974 року; член Миколаївського науково-медичного товариства хірургів з 1970 року, голова — з 1977 року. Організатор і учасник багатьох Всесоюзних і всеукраїнських, обласних наукових та науково-практичних конференцій і семінарів. На рахунку Ніколенка Павла Семеновича тисячі успішно проведених хірургічних операцій..
У 1971 році про Ніколенка Павла Семеновича було знято кінострічку хронометражем в 25 хв. під назвою «Спасибі, лікаре!». Автор сценарію — С.Дацюк, режисер — В.Завізіон, редактор — Н.Землянова.
Помер 05.02.1993 р. Похований в с. Велика Корениха (Заводський район м. Миколаєва)
Розпорядженням міського голови м.Миколаєва від 19.02.2016 №28р "Про перейменування об'єктів топоніміки" вул.Червонофлотську перейменовано на вул. Лікаря Ніколенка.

## Нагороди
Орден "Знак Пошани" (Указ Президії Верховної Ради СРСР від 20.07.1974 року. Номер ордену — 700792).
Орден Червоного Прапора (Указ Президії Верховної Ради СРСР від 20.08.1986 року. Номер ордену — 1125285).
Нагрудний знак «Відмінник охорони здоров'я» (Наказ Міністра охорони здоров'я СРСР від 03.06.1969 року. Номер — 28471).
Звання «Ударник комуністичної праці», 1980 р.